# Ritratto di Giovanni Agostino della Torre con il figlio Niccolò
Il Ritratto di Giovanni Agostino della Torre con il figlio Niccolò è un dipinto a olio su tela (85x68,2 cm) di Lorenzo Lotto, datato 1515 e conservato nella National Gallery a Londra. L'opera è firmata e datata "L.[aurentius] Lotus P.[inxit] / 1515".

## Storia
Si tratta con tutta probabilità del primo ritratto realizzato da Lotto a Bergamo. Iscrizioni sparse all'interno del dipinto hanno permesso di identificare i personaggi nei notabili locali Giovanni Agostino della Torre e suo figlio Niccolò, che esercitavano l'attività medica in Bergamo e quella di farmacisti con una bottega sulla Piazza Vecchia, dove vendevano il vetriolo di ferro estratto nella località fucina a Gandellino in alta val Seriana. Giovanni Agostino aveva acquistato un palazzo di fronte alla chiesa di San Cassiano a fianco di quella detta dell'Arciprete, identificato in palazzo Scotti. 
Giovanni Agostino era un personaggio importante a Bergamo, medico nonché docente presso l'Università di Padova, era sicuramente anziano per l'epoca quando fu dipinto dal Lotto, mentre il figlio allora trentatrenne viene definito amico singularissimo dal Lotto stesso. La famiglia si era trasferita nel 1502 dalla vicina di San Michele al Pozzo Bianco, a quella di San Cassiano. Niccolò non aveva studiato ma si era dedicato al commercio di vetriolo, ricavato dai territori dell'alta val Seriana, a Gandellino, che aveva richiesto un importante impegno economico alla famiglia. Il figlio aveva sposato Clara Benaglio figlia del conte Paolo. Del medesimo personaggio risulta registrato un atto di acquisto di un'abitazione a Gromo nel 1529, parte del castello Ginami da adibire a apotheca, atto rogato dal notaio Giovanni Bucelleni. L'atto riporta l'importanza che avevano allora i due personaggi: 
(Atto di Giovanni Bucelleni del 529 - Archivio di Stato di Bergamo)
I loro discendenti tennero l'opera fino al 1812, quando fu venduta sul mercato antiquario. Nel 1863 Giovanni Morelli suggerì ai curatori della National Gallery di acquistarlo.
Alcune manomissioni e restauri impropri, soprattutto nella figura di Niccolò, hanno compromesso la piena leggibilità del dipinto.

## Descrizione e stile
Rispetto ai ritratti trevigiani di circa dieci anni prima, Lotto aggiornò la propria arte ampliando l'inquadratura dei personaggi, ritraendoli a mezza figura fino al bacino e collocandoli in una stanza privata, vicino a una scrivania colma di oggetti. L'uomo in primo piano è il padre, allora sessantenne, che faceva parte del Collegio dei medici locale. La sua attività è richiamata dal pesante libro che, senza sforzo apparente, regge semiaperto con la sinistra, su cui si trova l'etichetta "Galienus", mentre nel documento che regge con la destra, assieme a un fazzoletto bianco su cui si è appoggiata una mosca, è chiamato "Esculapio dei medici" (Medicorum Esculapio / Joanni Augustino Ber/gomatj e sul foglio retrostante Consiliere...). Nel 1510 fu eletto prima del College of Physicians cittadino, incarico che mantenne fino alla sua morte. Alcuni dettagli dell'abbigliamento chiariscono la sua alta posizione sociale, come gli anelli o la fibbia preziosa, anche se nel complesso si mantiene su toni di elegante sobrietà. La mosca è forse una citazione di un'opera perduta di Dürer, la Madonna del Rosario.
Particolare molto interessante è anche la mosca che pare essere appena posata sul fazzoletti e pronta a essere scacciata da chi osserva il dipinto. Questo perché l'immagine non si immbolizzi nel tempo ma che alla percezione di un tempo che prosegue. Il suo catalogo iconostorico propone quello che era il Cinquecento, con lo studio letterario e le importanti disquisizioni teologiche e filosofiche.
A destra si trova suo figlio Niccolò, indossante un cappello nero con tesa rivoltata, secondo la moda del tempo. Ha la barba lunga e i capelli bruni che ricadono sulle spalle, in fini increspature magistralmente rese dall'effetto sfocato. La lettera sul tavolo vicino al personaggio lo definisce "amico" del Lotto stesso (Dno Nicolao de la Tur/re nobili bergomon/atj amico sing.mo / Bg.mj). La figura del figlio appare leggermente più grande di quella del padre, tanto che alcuni l'hanno anche proposta come aggiunta successiva, forse autografa del pittore, eseguita magari a distanza di qualche anno, considerazioni possibili essendo morto nel 1516 l'Agostino, quando il Niccolò aveva solo 33 anni.
La luce del ritratto è morbida, quasi raffaellesca, con una squisita natura morta sulla scrivania che testimonia un vivido gusto per il dettaglio accurato.